# Операция «Паукеншлаг»
Операция «Паукеншлаг» — серия атак немецких подводных лодок у восточного побережья США в начале 1942 года. Целью операции было нанесение внезапного удара по району, имеющему слабую противолодочную оборону. Впоследствии это название закрепилось и за последующими операциями подводного флота Германии в Западной Атлантике, проходившими вплоть до середины лета 1942 года. Приоритетными целями для немецких подводников служили танкеры, перевозящие нефть и нефтепродукты с юга США на восточное побережье страны.
Операция «Паукеншлаг» явилась крупным успехом Кригсмарине в битве за Атлантику. США на тот момент продемонстрировали полную неготовность к противодействию немецким подводным лодкам у побережья страны.

## Терминология
В литературе встречаются различные названия этой операции. На русский язык Unternehmen Paukenschlag обычно переводится как операция «Барабанная дробь» («Барабанный бой») или «Удар в литавры». В англоязычной литературе используются названия: operation «Drumbeat», «American shooting season» («Американский стрелковый сезон»). Немецкие подводники называли период с января по июнь 1942 года «Вторым счастливым временем». Карл Дёниц в своих мемуарах обозначал этот период как «третью фазу битвы за Атлантику».

## Предпосылки

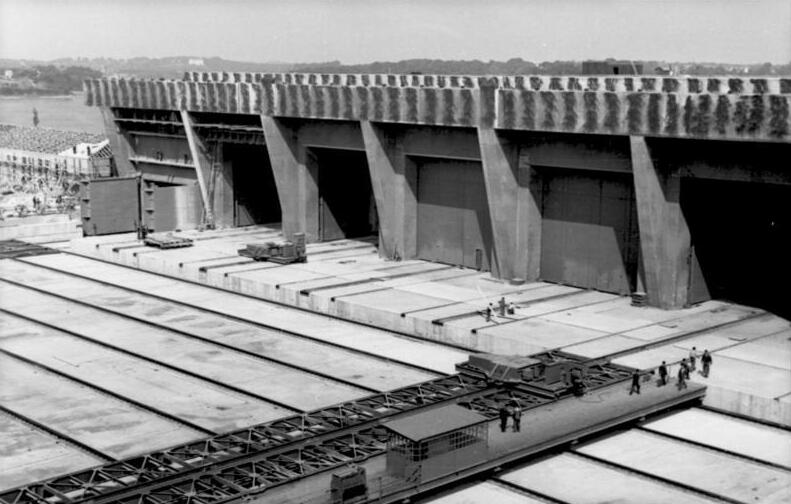
База подводных лодок в Лорьяне

После победы над Францией в июне 1940 года Германия получила в своё распоряжения порты, расположенные на берегу Бискайского залива. В Лорьяне, Сен-Назере, Ла-Рошели, Бресте летом 1940 года были созданы базы подводных лодок. В этих портах в короткие сроки были построены бетонные укрытия для субмарин, в которых они находились в полной безопасности при налётах британской авиации. Италия также разместила свои подводные лодки на базе в Бордо.
Ещё в Первую мировую войну германские субмарины действовали у побережья США. Теперь же расстояние, которое необходимо было пройти до берегов Америки, значительно сокращалось. К моменту объявления войны США военно-морской флот Германии имел на вооружении подводные лодки типа IX с дальностью хода до 13 000 миль. Несколько больших лодок океанского класса имела и Италия. Возможность проведения операций у восточного побережья США вице-адмирал Дёниц обсуждал с Гитлером ещё в сентябре 1941 года. Однако на тот момент Германия, не желая вступления США в войну, избегала атаковать корабли и суда под американским флагом. Нападение Японии 7 декабря 1941 года на Перл-Харбор явилось полной неожиданностью для немецкого командования. Поэтому к 9 декабря 1941 года, когда Гитлер снял все ограничения на действия подводных лодок в Панамериканской зоне безопасности, командование подводных сил не успело разместить свои лодки у побережья Соединённых Штатов.
11 декабря 1941 года Германия объявила войну США. В итоге Соединённые Штаты в декабре 1941 года столкнулись с необходимостью вести морскую войну на двух театрах военных действий — в Атлантике и на Тихом океане. Неудачное начало войны против Японии требовало приложения значительных усилий по восстановлению своего потенциала в тихоокеанском регионе. Приоритетными задачами для командования флота в этих условиях было сдерживание экспансии Японии в Юго-Восточной Азии, защита Панамского канала, а также обеспечение безопасной проводки атлантических конвоев в Великобританию.

## Подготовка операции

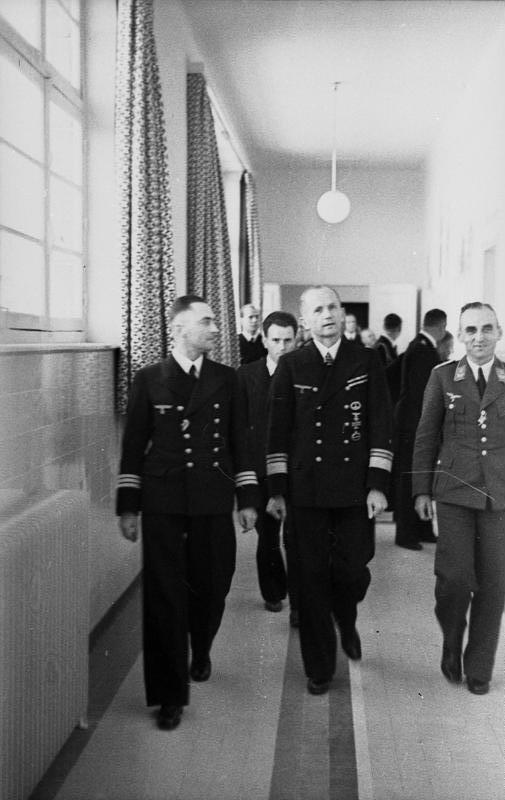
Карл Дёниц, Франция, 1941 год

9 декабря 1941 года Дёниц направил командованию флота предложение об отправке к побережью США 12 подводных лодок океанского класса. Однако возможности германского подводного флота были весьма ограниченными. К концу декабря в составе флота была 91 подводная лодка. При этом командование флота требовало от Дёница направления подводных лодок в Средиземное море для поддержки немецких сил в Северной Африке. Помимо этого часть подводных лодок должна была находиться в районе западнее Гибралтара. В этих условиях Дёницу удалось убедить гросс-адмирала Редера в необходимости направления к берегам Америки только 6 субмарин типа IX. На тот момент считалось, что самые распространённые немецкие подводные лодки типа VII, не смогут действовать на столь значительном удалении от своих баз. Для решения этой проблемы планировалось построить несколько подводных танкеров типа XIV, но их сдача флоту задерживалась. В итоге в третьей декаде декабря в боевой поход к побережью США отправилось только пять лодок, шестая была вынуждена вернуться на базу из-за технических проблем.
Политическое и военное руководство США отдавало себе отчёт в том, что страны Оси будут планировать и осуществлять операции в непосредственной близости от побережья страны. Британская разведка передала в США информацию о том, что в конце декабря 1941 года из базы в Лорьяне к побережью Америки вышло несколько подводных лодок. К этому времени командование флота приняло некоторые меры, направленные на защиту судоходства у своих берегов. Так, были выставлены минные заграждения на входе в Чесапикский залив, а также установлены противолодочные сети и боновые заграждения у Нью-Йорка и других крупных портов на атлантическом побережье страны. Кроме того, было организовано патрулирование побережья силами эскадренных миноносцев.

## Операции подводных лодок у побережья США, в Карибском море и Мексиканском заливе

### Операция «Паукеншлаг»
В первой группе участвовало пять подводных лодок: U-66, U-109, U-123, U-125 и U-130. Это были большие лодки океанского класса, которые могли находиться у берегов США около трёх недель. Каждая подводная лодка имела на борту 22 торпеды калибра 533 мм. Кроме того, лодки этого типа оснащались орудиями 10,5 см SK C / 32, которые в тех условиях могли с успехом использоваться против невооружённых торговых судов.
Командиры лодок получили приказ действовать в районе между рекой Святого Лаврентия и мысом Хаттерас. Так как командование подводного флота не ожидало столкнуться с конвойной системой у побережья США, то каждой из подводных лодок предписывалось действовать самостоятельно. Начало операции «Паукеншлаг» было назначено на 13 января 1942 года. Прибыв в позиционный район, командиры подводных лодок с удивлением обнаружили, что спустя пять недель после начала войны, судоходство осуществляется в соответствии с правилами мирного времени. Побережье не было затемнено, маяки и буи горели, суда ходили обычными курсами с зажжёнными ходовыми огнями. Капитаны судов, не ожидавшие появления немецких подводных лодок, передавали в эфир данные о своём местоположении. В таких условиях немецкие подводники не испытывали нехватки в целях. Хотя начало операции было запланировано на 13 января, но фактически она началась днём раньше. 12 января 1942 года в 300 милях восточнее мыса Код подводной лодкой U-123 был торпедирован и потоплен английский пароход «Cyclops».
Итоги действий первой волны подводных лодок были шокирующими для американцев и весьма обнадёживающими для немецкого командования:
- U-123 потопила 8 судов общим тоннажем 52 079 брт, том числе 3 танкера;
- U-130 потопила 5 судов общим тоннажем 36 988 брт, в том числе 3 танкера;
- U-66 потопила 5 судов общим тоннажем 33 456 брт, в том числе 2 танкера;
- U-109 потопила 4 судна общим тоннажем 27 651 брт, в том числе 1 танкер;
- U-125 потопила одно судно тоннажем 5 666 брт[11]

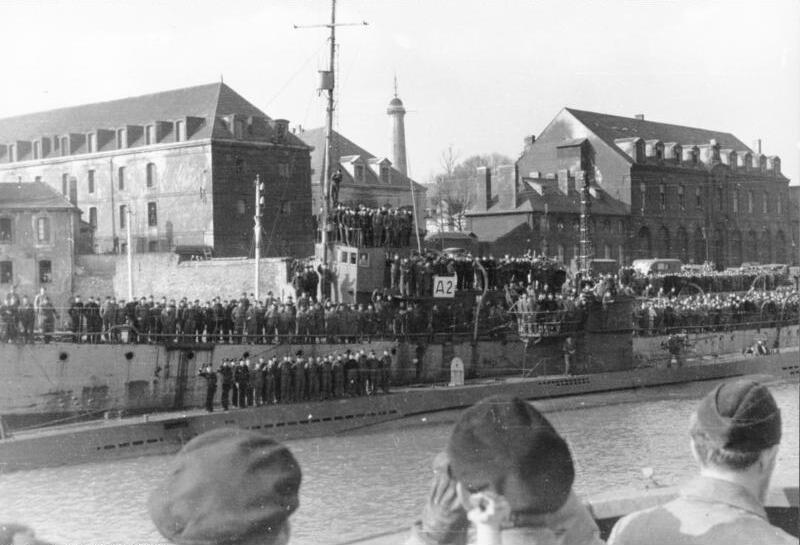
Прибытие U-123 на базу в Лорьяне, февраль 1942 г.

В начале января 1942 года из базы в Лорьяне к берегам США вышла вторая группа подводных лодок. В её состав входили 4 большие океанских подлодки: U-103, U-106, U-107 и U-108. Эта группа прибыла к американскому побережью прежде, чем первая группа подводных лодок покинула оперативную зону.
Наряду с большими подводными лодками типа IX, командование подводного флота направило к берегам Америки группу средних подводных лодок типа VII. Они действовали в районе между полуостровом Новая Шотландия и мысом Хаттерас и также достигли немалых успехов. Однако использование субмарин этого класса было связано с необходимостью использования всего свободного пространства внутри лодок для хранения топлива и припасов.
В январе 1942 года в западной и северной части Атлантического океана немецкими подводными лодками было потоплено 58 американских, британских и нейтральных торговых судов, из которых только 3 входили в состав трансатлантических конвоев. Общий тоннаж потопленных судов составил 307 059 брт, из них 132 348 брт, приходилось на долю танкеров.
В феврале 1942 года количество судов, потопленных в этом районе, было примерно таким же как в январе, однако потери в тоннаже в одной только морской пограничной зоне восточного побережья США превысили цифру 100 000 брт, кроме того, наметились новые угрожаемые зоны: восточное побережье Флориды, а во второй половине января — Карибское море. В основном подводные лодки выбирали своими целями торговые суда. Однако подводной лодке U-578 28 февраля 1942 года удалось потопить американский военный корабль — эскадренный миноносец USS Jacob Jones (DD-130), который занимался патрулированием побережья. Это был первый американский военный корабль, потопленный немецким флотом, с момента объявления войны. При этом немецкий военно-морские силы не потеряли в январе-феврале 1942 года ни одной подводной лодки, участвовавшей в операциях у побережья США.

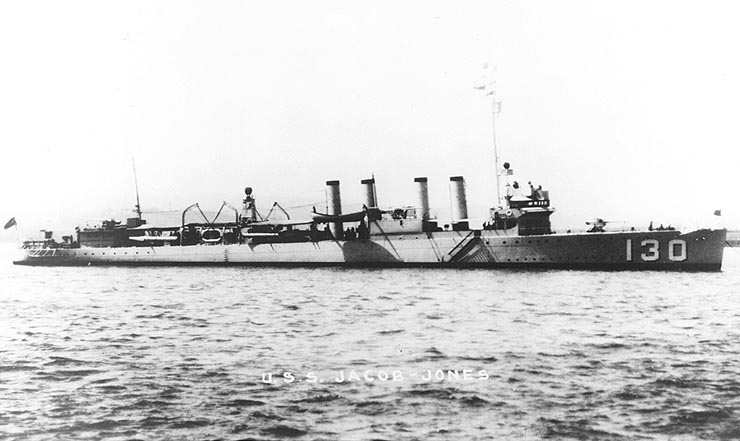
USS Jacob Jones (DD130), потопленный U-578

Несмотря на впечатляющие результаты достигнутые немецкими подводниками в первые дни 1942 года, 22 января последовал приказ Гитлера о направлении всех свободных подводных лодок к северному побережью Скандинавского полуострова с целью предотвращения вторжения союзников в Норвегию. Впоследствии Гитлер смягчил свой приказ, тем не менее Дёницу, пришлось отправить в этот район 20 подводных лодок. Дёниц считал ошибочным это решение, тем не менее был вынужден подчиниться приказу. Дёниц полагал, что союзники не планируют высадку в Норвегии. Послевоенные исследования документов показали, что он был прав в этом вопросе. Но даже если бы союзники решились на такую десантную операцию, подводные лодки в Северной Атлантике не смогли бы оказать им серьёзного противодействия. В результате ошибочного решения Гитлера и командования Кригсмарине, в распоряжении у Дёница остались весьма скромные силы, которые можно было использовать у побережья Соединённых Штатов. Официальный историк Королевского флота Стивен Роскиллписал: «Говоря о тех опустошениях, которые были произведены в первые дни 1942 года у американского побережья, приходится констатировать поразительный факт: здесь никогда не действовало одновременно более 12 подводных лодок».
В первом полугодии 1942 года американские противолодочные силы на атлантическом побережье страны не представляли грозной силы. В распоряжении командующего морской пограничной зоной восточного побережья США адмирала Эндрюса к моменту начала операции «Паукеншлаг» не было ни одного противолодочного самолёта. Патрулирование морского побережья протяжённостью 2000 км от границы Канады до Джексонвилла, штат Флорида, осуществлялось силами ВВС армии. Для этого было выделено всего 9 самолётов. Не лучше ситуация была и с кораблями. По состоянию на 1 апреля 1942 года в подчинении у Эндрюса было 65 катеров береговой охраны, 3 охотника за подводными лодками, 14 английских вооружённых траулеров и 12 старых судов и переоборудованных яхт.

### Вторая волна подводных лодок. Операция «Нойланд»

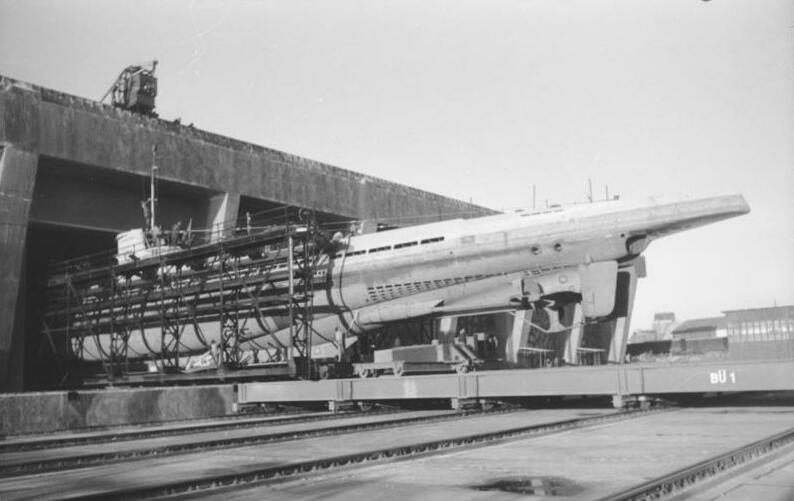
U-67 на базе в Лорьяне, 1942 год

Во второй волне подводных лодок участвовало 6 немецких больших субмарин. 19 января 1942 года из Лорьяна вышли три подводные лодки U-67, U-156 и U-502. Следом за ними в поход отправились U-126, U-129 и U-161. Поддержку им оказывало 5 итальянских субмарин, базирующихся в Бордо. На этот раз Дёниц решил нанести удар в другом районе. Лодки были направлены в Карибское море. Во-первых, Дёниц полагал, что в этом районе отсутствует сильная противолодочная оборона. Во-вторых, это был стратегический регион с интенсивным судоходством. Через Карибское море в Соединённые Штаты из Британской и Голландской Гвианы поступала бокситовая руда, использующаяся для производства алюминия. Кроме того, немцы ожидали встретить здесь большое количество танкеров, доставляющих венесуэльскую нефть на нефтеперерабатывающие заводы на Арубе и Кюрасао.
В ходе операции было потоплено 45 американских, британских, голландских и нейтральных судов, из них 16 — на счету итальянских подводных лодок. Ещё десять судов было повреждено. Подводная лодка U-156 сделала попытку обстрелять нефтеперерабатывающий завод на Арубе, однако, из-за повреждения орудия взорвавшимся в стволе снарядом, командиру подводной лодки пришлось отказаться от этой идеи.
Американский военно-морской флот вновь продемонстрировал полную неспособность помешать немецким и итальянским подводным лодкам достичь больших успехов вблизи от побережья США. При этом немцы и итальянцы смогли вернуться на свои базы без потерь.

### Действия немецких подводных лодок в Мексиканском заливе
У американского командования не было единства мнений относительно того, рискнут ли немецкие подводные лодки проникнуть в Мексиканский залив. Тем не менее, 6 февраля 1942 года была создана Морская пограничная зона Мексиканского залива.
В конце апреля — начале мая 1942 года американцы успели установить 3460 мин вокруг якорной стоянки в Ки-Уэст. Однако проход по фарватеру через минное поле был настолько трудным, что в течение первых десяти недель после постановки мин подорвались и затонули три торговых судна и американский эскортный миноносец USS Sturtevant (DD-240).
В апреле Дёниц сумел направить самое большое соединение лодок к берегам Америки: 31 лодку — четырнадцать IX серии и семнадцать VII серии. Действие группы должен был обеспечивать подводных танкер U-459. Дополнительно для дозаправки и снабжения этого соединения предполагалось использовать большую лодку U-116. Из этой группы берегов Америки достигли 29 лодок, три лодки, включая U-116, были повреждены британской авиацией и вынуждены были вернуться в Лорьян .
Лодкам U-506 и U-507, относившимся к IXC/40 серии, а также U-753 VII серии, предстояло открыть немецкую подводную кампанию в Мексиканском заливе — где, как не без основания считали немцы, противолодочная оборона была очень слабой.
Обе лодки IX серии проникли в залив через Большую Багамскую банку и Флоридский пролив. В итоге U-507 удалось потопить 9 судов, включая 4 танкера, на счету U-506 — 8 судов (из них два — восточнее Флориды), включая также 4 танкера. Ещё несколько судов было повреждено.
К моменту ухода из залива двух больших лодок туда прибыла U-753. Она действовала с переменным успехом, но ей также удалось потопить один танкер и одно грузовое судно.
В это же время в Мексиканский залив прибыла U-106. С 21 мая по 1 июня, патрулируя к северу от Юкатанского пролива, U-106 пустила на дно четыре судна, в том числе два танкера. По пути на базу U-106, как и планировалось, произвела дозаправку от подводного танкера U-459.
Первый успех к американцам в Мексиканском заливе пришёл 13 июня 1942 года, когда в ходе совместных действий авиации и флота катером береговой охраны «Thetis» была потоплена лодка IX серии U-157.

### Действия немецких подводных лодок в районе Панамского канала

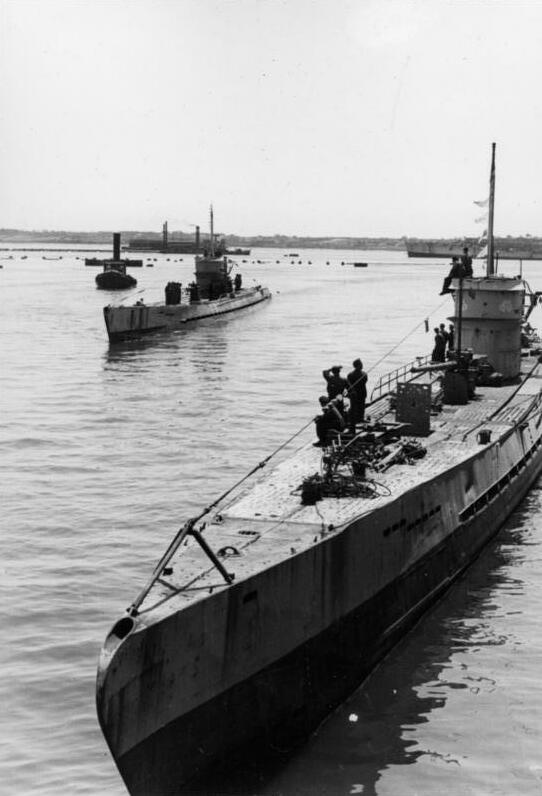
U-159 возвращается на базу в Лорьяне, 12 июля 1942 года

На морскую пограничную зону Панамского канала, единственную зону, которая простиралась от одного океана до другого, была возложена сложная задача. Эта пограничная зона была сравнительно хуже обеспечена средствами обороны, чем морские пограничные зоны восточного побережья Атлантического океана, Мексиканского залива и Карибского моря. Почти до 1944 года американские военные и военно-морские власти считали, что основную угрозу Панамскому каналу представляет Япония; они постоянно охраняли его от вторжения японских подводных лодок и авианосцев со стороны Тихого океана, и большая часть военно-морских сил, имевшихся в их распоряжении, была сосредоточена в этом районе. Считалось, что атака северного входа в канал возможна только в результате проникновения германских подводных лодок в центральную часть Карибского моря через район Малых и Больших Антильских островов, контролируемый силами морской пограничной зоны Карибского моря.
Тем не менее немецким подводным лодкам удалось проявить себя и вблизи Панамского канала. Наибольших успехов достигла подводная лодка U-159, которая в мае-июне 1942 года в течение одного похода потопила 11 судов, в том числе 8 — в акватории Карибского моря. Три судна была потоплено на расстоянии всего лишь 85 миль от входа в Панамский канал.

## Итоги действий немецких подводных лодок в первом полугодии 1942 года
Период с января по июль 1942 года был самым успешным для немецких и итальянских подводников. За 7 месяцев подводным лодкам удалось потопить 609 судов общим тоннажем 3,1 млн брт . Это составило четвертую часть всех судов, потопленных за время Второй мировой войны. Наибольшего успеха подводные лодки достигли в западной Атлантике. В ходе серии операций, начатых в январе 1942 года, у берегов США и в Карибском море было потоплено 397 судов. При этом первую немецкую подводную лодку американцам удалось уничтожить только 14 апреля 1942 года, по прошествии трёх месяцев с момента начала операции Paukenschlag. Всего же с начала января до середины июля 1942 года Германия потеряла в этом регионе 8 подводных лодок. При этом за первые шесть месяцев 1942 года немецкие верфи построили 123 новые подводные лодки.
Наибольших успехов достигли тринадцать лодок IX серии, направленных в апреле 1942 года в Мексиканский залив и Карибское море. Подводники побили все существовавшие рекорды. Учитывая парусники, они потопили 95 судов (в том числе 26 танкеров) общим тоннажем 482 843 брт, что в среднем на одну лодку составило 7,3 судна. Каждая лодка в среднем находилась в море 76 дней. С немецкой стороны потеряна была лишь одна субмарина — U-502. Такое соотношение побед и потерь (95:1) так и не было перекрыто немецкими подводниками до конца войны. Американский историк флота Самуэль Морисон охарактеризовал такое положение как «убийственное для союзников и исключительно удачное для держав оси».
В интервью германскому военному корреспонденту летом 1942 года Дёниц заявил: «Наши подводные лодки проводят операции в непосредственной близости от побережья США на всем его протяжении, поэтому купающиеся в море, а иногда и жители прибрежных городов США являются свидетелями потопления судов и танкеров». Это не было пустым хвастовством. Горящие танкеры можно было часто видеть в непосредственной близости от побережья Флориды и других курортных мест на восточном побережье страны. В середине июня вблизи пляжа Вирджиния-Бич на минах, установленных лодкой U-701 на входе в Чесапикский залив, подорвались 5 судов и кораблей, три из которых затонуло.

## Причины неудач США в первом полугодии 1942 года
Американский историк Майкл Гэннон и другие вину за ситуацию, сложившуюся у берегов США в первой половине 1942 года, возлагали на главнокомандующего ВМС США адмирала Эрнеста Кинга. По мнению Гэннона, он не принял должных мер, направленных на защиту торгового судоходства у берегов страны. Кинг долгое время отказывался брать на вооружение тактику конвоирования торговых судов, которая к тому времени была хорошо отработана в британском флоте.
Другой американский автор Клэй Блэйр оправдывал адмирала Кинга. В частности, он писал, что "Кинг имел необычайно четкое представление об угрозе торговому флоту, исходившей от немецких подводных лодок. Находясь в должности главнокомандующего флотом, Кинг не только организовывал атлантические конвои в Великобританию, но и торопил командование на берегу с формированием конвоев на восточном побережье Соединенных Штатов. В ноябре 1941 года Кинг в своём рапорте писал командованию военно-морскими силами:
«Мне кажется, что недалеко то время, когда нам придется начать формирование наших собственных конвоев у Бостона, Нью-Йорка, Хэмптона. В каждом из этих пунктов необходимо создать штаб по организации конвоев, таких, как сейчас действуют в Галифаксе и Сидни в Новой Шотландии».
Тем не менее, к моменту начала операции «Паукеншлаг», конвойная система так и не была введена, на что были и объективные предпосылки. Протяжённость береговой линии — от границы Канады на севере и до границы Бразилии на юге — составляет более 11 тысяч километров. При этом США к началу 1942 года не обладали значительными силами для борьбы с подводными лодками противника. Когда Америка вступила войну, во флоте насчитывалось 177 эсминцев, из которых только 100 были современными (постройки после 1934 года). Остальные эксплуатировались ещё с Первой Мировой войны или были недавно расконсервированы и повторно введены в строй. Эти силы необходимо было распределить между всеми флотами, действующими на огромной территории в акватории двух океанов . Немецкое же командование, по мере укрепления противолодочной обороны в одном районе Атлантики переносило свои операции все дальше на юг, в те регионы, где появления немецких лодок ещё не ожидали. Используя фактор внезапности немцам удавалось нанести крупный ущерб торговому судоходству, после чего лодки направлялись в другие места.
Командование морских пограничных зон, имело в своём распоряжении также недостаточное количество катеров и кораблей, чтобы обеспечить прикрытие всей береговой линии. Кроме того, командиры кораблей не имели опыта проведения противолодочных операций. Не лучше дело обстояло и с поиском подводных лодок с воздуха. Как правило, на начальном этапе, в распоряжении командования было незначительное количество самолётов, многие из которых были вооружены только пулемётами пехотного калибра, либо же вовсе не имели вооружения.
Техническая оснащенность кораблей и самолётов также оставляла желать лучшего. Только отдельные корабли и самолёты были оборудованы радарами, позволяющим обнаруживать немецкие подводные лодки ночью, когда они всплывали на поверхность для подзарядки аккумуляторных батарей. Не лучше была ситуация и с оснащением катеров и кораблей гидролокаторами. Помимо недостаточного количества аппаратуры для поиска подводных лодок образцы, имевшиеся на вооружении на тот момент, ещё не были достаточно совершенными.

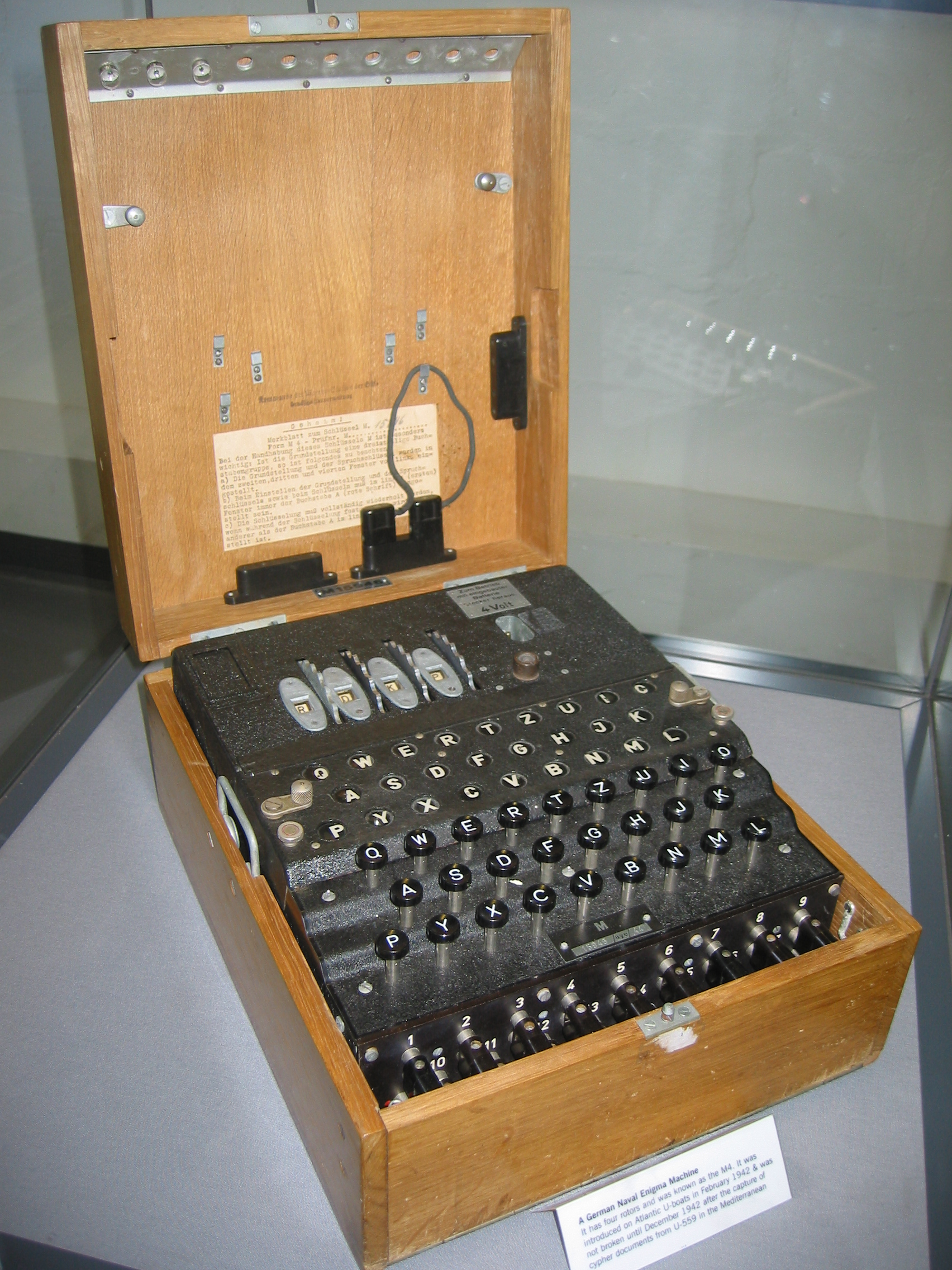
Шифровальная машина Enigma c 4 роторами

Одним из провалов военных и гражданских властей США явилось недопустимо пренебрежительное отношение к затемнению зданий на Атлантическом побережье. Немецкие подводные лодки действовали вблизи береговой линии. На фоне освещенных зданий командирам немецким субмарин были прекрасно видны контуры судов, идущих вдоль берега. Тем не менее командование флота не требовало проведения затемнения от местных или военных властей в течение первых трёх месяцев операций германских подводных лодок у побережья США. Когда же проведение этого вполне очевидного оборонного мероприятия было впервые предложено, то оно столкнулось с резким противодействием со стороны представителей бизнеса, которые опасались срыва туристического сезона. Особо остро эта проблема стояла во Флориде. Только один курорт Майами с предместьями освещал район в радиусе шести миль ярким потоком неонового света, на фоне которого резко вырисовывались силуэты судов. Морисон с негодованием писал, «что моряки гибли ради того, чтобы дельцы могли делать „бизнес“, а гражданское население — пользоваться всеми удовольствиями, как и в обычное мирное время».
Важную роль сыграло то, что с 1 января 1942 года флот Германии перешёл на использование шифровальной машины Enigma c четырьмя роторами. Это создало серьёзную проблему союзникам по дешифровке сообщений, которыми подводные лодки обменивались со штабом и между собой. Регулярная расшифровка сообщений о передвижениях подводных лодок возобновилась только в декабре 1942 года.

## Меры, принятые США и Великобританией для исправления сложившейся ситуации
В мае 1942 года, с большим опозданием, конвойная система всё-таки была введена у восточного побережья США. Но прошло ещё 2 месяца, прежде чем она начала применяться в Мексиканском заливе и Карибском море. Эффект от этого сказался немедленно. Как только подводные лодки начали встречать эскортируемые торговые суда, их успехи круто пошли вниз, а сами они начали нести потери.
18 апреля 1942 года был издан приказ о затемнении всей морской пограничной зоны восточного побережья, а 18 мая армейскому командованию обороны восточного побережья США было приказано обеспечить обязательное затемнение.
Так как значительная доля потопленных немцами судов ходила под британским флагом, то Великобритания была заинтересована в обеспечении безопасности судоходства в западной Атлантике. С этой целью весной 1942 года Великобритания отправила в помощь американцам 24 противолодочных траулера. Следом две эскортные группы кораблей были переведены из центральной Атлантики к побережью США. Этим британская помощь не ограничилась. Дополнительно американскому флоту было передано 10 английских корветов. Усилены были и воздушные силы, использующиеся для поиска и уничтожение подводных лодок. Эскадрилья Берегового Командования, имеющая большой опыт противолодочных операций, была переведена на западный берег Атлантического океана. Кроме того, британцы оснастили защитными сетями около семисот своих судов, из которых пятнадцать было спасено после торпедных атак, включая транспорт с войсками.
В связи с тем, что лодки действовавшие в западной Атлантике, рано или поздно должны были возвращаться на свои базы во Франции, то действенным методом борьбы с ними стало воздушное патрулирование Бискайского залива британской противолодочной авиацией. 8 июня 1942 года лодка U-162, возвращавшаяся из Карибского моря на базу в Лорьяне, была атакована несколькими английскими самолётами. Благодаря экстренному погружению, лодке удалось избежать серьёзных повреждений. После нескольких таких инцидентов Дёниц 24 июня 1942 года вынужден был отдать приказ, предписывающим командирам подводных лодок пересекать Бискайский залив в подводном положении. Это заметно увеличило время, которое лодки вынуждены были проводить в море, а следовательно, сдвигало сроки их следующего выхода в боевой поход.
С целью обезопасить поставку нефти с месторождений Техаса на восточное побережье страны в июне 1942 года в США было принято решение о строительстве двух трубопроводов до Нью-Йорка и Филадельфии. Так как при прокладке использовались трубы диаметром 24 и 20 дюймов, то они получили названия Big Inch и Little Big Inch. Протяжённость трубопроводов составила 2018 км и 2374 км соответственно. На тот момент это были самые протяжённые трубопроводы в мире. К концу 1944 года 42 % нефти и нефтепродуктов в США транспортировалось при помощи трубопроводов.

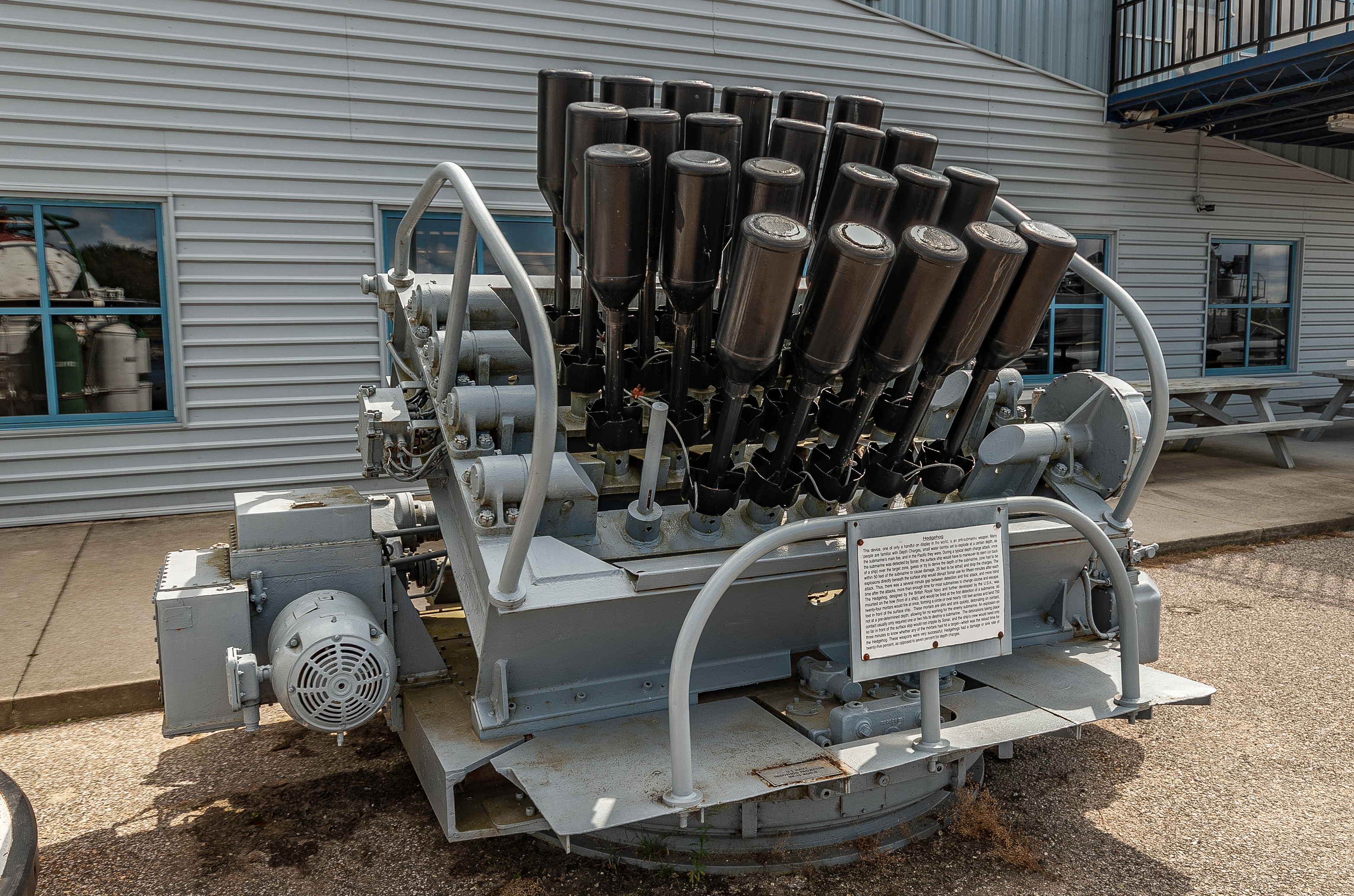
Пусковая установка Hedgehog в американском музее

С начала 1942 года военные корабли Великобритании, стали оснащаться бомбомётами Hedgehog. На флоте сначала с недоверием отнеслись к новому оружию. Но впоследствии бомбометы доказали свою эффективность против подводных лодок. С конца 1942 года модификация Hedgehog под индексом Mark 10 стала производиться и в США.
Ключевую роль в обнаружении подводных лодок сыграло создание микроволнового радиолокатора. 17 февраля 1942 года командование ВМФ подписало контракт на массовое производство авиационного радиолокатора сантиметрового диапазона модели «AS-G» (известного в просторечии как «Джордж»). Радар мог обнаруживать немецкие субмарины в надводном положении в радиусе более 9 миль. Почти незамедлительно последовало подписание контрактов на производство мощных корабельных радиолокаторов сантиметрового диапазона (модель «S-G»).
Важную роль в борьбе с немецкими подводными лодками сыграло появление у союзников корабельного высокочастотного радиопеленгатора. Над его разработкой трудились английские, французские, а также американские радиоинженеры под руководством Максвелла Гольдштейна. В результате появился радиопеленгатор модели «DAQ». В начале 1942 года вместе с английской моделью «FH-З» он был установлен на эскадренном миноносце USS Corry (DD-463) для сравнительного тестирования. Впоследствии американцами была разработана ещё одна модель радиопеленгатора, «DAR», которая летом 1942 года была запущена в массовое производство. По словам Гольдштейна, эта модель являлась сильно модернизированной версией модели «FH-З». Сохранив большинство основных компонентов английской модели, модель «DAR» совместила их с «новыми американскими электронными лампами, осциллятором стабилизации радиочастоты, новым индикатором катодного типа, а также новым компактным источником питания». «DAR» и его аналоги стали наиболее эффективным противолодочным «инструментами» Второй Мировой войны.

## Оценка действий немецких подводных лодок Западной Атлантике
Число потопленных за первые три месяца 1942 года танкеров почти в четыре раза превышало число вновь построенных. «Ситуация отчаянная», — писал министр внутренних дел и администратор нефтяной промышленности Гарольд Икес президенту Рузвельту в конце апреля 1942 года.
Историк Майкл Гэннон называл произошедшее в начале 1942 года, «вторым Перл-Харборм Америки».
Стивен Роскилл охарактеризовал ситуацию, сложившуюся в январе-апреле 1942 года в западной Атлантике как «погром торгового судоходства в Западном полушарии».
Великобритания, и, особенно, Соединённые Штаты обладали развитой судостроительной промышленностью. Немецкие флотские статистики подсчитали, что ежемесячно следует топить суда тоннажем не менее 700 000 брт, чтобы только быть на уровне производственных возможностей судостроения Союзников, и если только превзойти эту цифру, то грузовое судоходство будет сокращаться .
В декабре 1941 года Рузвельт дал указание Комиссии по торговому флоту США построить суда общим тоннажем 12 миллионов тонн; из них 5 миллионов — в 1942-м и 7 миллионов — в 1943 году. 3 января, в ходе конференции «Аркадия», Рузвельт увеличил эту цифру до 18 миллионов: 8 миллионов — в 1942-м и 10 миллионов — в 1943 году. 19 февраля, оценив потери торгового флота от действия подводных лодок, Рузвельт увеличил эту цифру уже до 24 миллионов: 9 миллионов — в 1942-м (750 судов) и 15 миллионов — в 1943 году (1500 судов). В результате тоннаж англо-американского торгового флота увеличивался с 28 миллионов тонн до приблизительно до 50 миллионов тонн (без учёта предполагавшихся потерь).

## Последствия

### Вступление в войну Мексики
14 мая 1942 года U-564 в районе Майами потопила 4000-тонный танкер «Potrero del Llano», принадлежавший нейтральной Мексике. Из донесения командира лодки следовало, что судно шло с потушенными огнями и в сопровождении эскортных кораблей, поэтому он посчитал возможным его атаковать. Мексиканская сторона настаивала на том, что судно шло с зажженными огнями и поднятыми мексиканскими флагами. 20 мая 1942 года подводной лодкой U-106 был потоплен танкер «Faja de Oro» Мексиканское правительство использовало эти инциденты в качестве предлога для объявления войны Германии. С 22 мая Мексика вступила в войну с Германией. После этого Дёниц разрешил немецким подводным лодкам топить все мексиканские суда.

### Вступление в войну Бразилии
27 января 1942 года Бразилия в качестве жеста поддержки Соединённых Штатов разорвала дипломатические отношения с Германией. В период между февралем и апрелем 1942 года немецкие подводные лодки торпедировали и потопили 7 бразильских судов. В конце мая бразильское министерство авиации объявило, что бразильские самолёты атаковали немецкие подводные лодки и будут продолжать делать это впредь. Таким образом, к началу лета 1942 года Германия де-факто оказались в состоянии войны с Бразилией. 4 июля политическое руководство Германии разрешило подводному флоту нападение на все бразильские суда. Де-юре Бразилия объявила войну Германии и Италии 22 августа 1942 года, после того как в период с 14 по 17 августа немецкими подводными лодками было потоплено 5 судов бразильского торгового флота.

### Перенос планов союзников, принятых на Вашингтонской конференции в январе 1942 года
По мнению Блэйра, в результате потери тоннажа торгового флота в первой половине 1942 года военным пришлось отменить или отложить многие из тех операций, о которых союзники договорились на конференции «Аркадия». Одной из первых жертв стал план «Гимнаст», касавшийся вторжения союзнических войск в Северную Африку. Его отложили на неопределённый срок. Пришлось также увеличить сроки развертывания американских сил в Исландии (план «Индиго») и Северной Ирландии (план «Магнит»). Кроме того, хотя американцы и поддерживали подготовительную операцию «Болеро» для осуществления вторжения в оккупированную Францию в 1942 году (план «Следжхаммер»), её тоже пришлось отменить, заменив запасным планом «Раундап».